# Palacio Munibe
El Palacio Munibe es un palacio campestre de estilo ecléctico (romanticismo-neoclásico) ubicado en el término municipal de Echevarría. Fue construido a principios del siglo XX siguiendo modelos herrerianos, pero concediendo numerosos elementos al barroco. El palacio fue diseñado por el arquitecto José María de Basterra y está protegido por una amplia finca de 65 hectáreas.
En 1992 sufrió un incendio que destruyó parte del edificio y que arrasó algunos de los fondos de la considerada como más importante biblioteca vasca del siglo XVIII.
En esta hacienda vivió la Emperatriz Zita de Habsburgo con sus hijos un tiempo durante su exilio antes de trasladarse al palacio de Torregrosa en Lequeitio.
También contó en su día una importante yeguada de purasangres ingleses.
En el año 2000 la Diputación Foral de Vizcaya compró por 3,31 millones de euros el palacio junto con la finca a su propietario, Ignacio de Urquijo y Olano. La idea era crear una red de paradores turísticos, "Palacios de Vizcaya-Bizkaiko Jauregiak" en la que estaría incluido.